# Коубек, Штефан
Ште́фан Ко́убек (нем. Stefan Koubek; родился 2 января 1977 года в Клагенфурте, Австрия) — австрийский теннисист; четвертьфиналист одного турнира большого шлема в одиночном разряде (Открытый чемпионат Австралии-2002); победитель четырёх турниров ATP (из них три в одиночном разряде).

## Общая информация
Родителей австрийца зовут Йозеф и Брунгильда. 9 сентября 2009 года Коубек-младший женился на своей давней спутнице жизни Далие.
Штефан в теннисе с семи лет; любимое покрытие — грунт.
Несколько раз за свою карьеру австриец подвергался санкциям со стороны теннисных организаций: в 2004 году он не слишком удачно восстанавливался от травмы кисти, воспользовавшись запрещёнными медикаментами; шесть лет спустят Коубек, часто ведший себя на корте излишне эмоционально, перешёл грань в склоке с Даниэлем Кёллерером в матче австрийского клубного турнира и попытался оказать на соперника физическое воздействие.

## Спортивная карьера
Коубек заявил о себе как о не бесталанном теннисисте ещё в юниорские годы: к 1993-иу году он успел несколько раз стать чемпионом Австрии и Европы среди шестнадцатилетних.
Этап карьеры в соревнованиях среди старших юниоров особо не задался и Штефан постепенно сосредоточился на играх в протуре: в 1993 году он проводит первые игры в подобных турнирах, а год спустя получает статус профессионала. Локальные успехи австрийца позволяют национальной федерации активно поддерживать его карьеру спецприглашениями на домашние турниры. В 1997 году Штефан впервые добирается до финала соревнования промежуточной серии мужского тура ATP Challenger: в Ульме он уступает решающий матч Дину Пескариу. Чуть позже приходит и первый заметный успех на соревнованиях основного тура: в Кицбюэле он пробивается в четвертьфинал, выбив из борьбы 22-ю ракетку мира Альберто Берасатеги. Рост стабильности результатов позволяет ему по итогам сезона-1997 уверенно обосноваться в начале второй сотни. Через год, всё чаще обходясь без необязательных поражений, он входит и в число сотни сильнейших теннисистов мира. В этом же году состоялся дебют Штефана за национальную команду в розыгрыше Кубка Дэвиса.
В 1999 году Коубек покоряет новые рубежи: в Австралии он проводит свой первый матч в основе одиночного турнира Большого шлема, а во Roland Garros и первую победу (добираясь сразу до четвёртого раунда). На соревнованиях основного тура ассоциации австриец также прибавляет в стабильности: удаётся переступить некоторое время непреодолимую планку четвертьфинала и пару раз выйти в финал (в Атланте он даже взял титул, переиграв в финале Себастьяна Грожана). По итогам сезона Штефан занял 46-ю строчку в одиночном рейтинге, которую в дальнейшем так и не превзошёл на этом отрезке года.
В 2000 году серия продолжилась: выйдя в полуфинал в Мехико и победив в Делрей-бич Штефан к середине марта входит в Top20 одиночной классификации. Развить этот успех не удалось: Коубек угодил в затяжную неудачную серию и к концу сезона не удержался даже в первой полусотне. Некоторое время вернуться на пиковый уровень стабильности не удаётся, но время от времени австриец не только на равных играет с лидерами рейтинга, но и побеждает их: в 2001 году в Кицбюэле ему удаётся переиграть Алекса Корретху, а в Вене — Роджера Федерера.
В 2002 году Коубек вновь показывает максимум своих возможностей: на Australian Open он в первый и в последний раз выходит в четвертьфинал соревнованиях Большого шлема. Очень трудными получились матчи первых двух раундов: сначала Сирил Солнье, а затем Джеймс Блейк вели у него 2-0 по сетам, но в итоге австриец находил в себе силы отыграться; особо тяжёлым получился матч с Солнье: француз отдал Штефану в первых двух сетах лишь гейм, но когда дело дошло до более равной борьбы не смог взять ни партии (Коубек уступал 0:6, 1:6, 1:4 (15-40) и отыграл матчбол в третьей партии). Несколько месяцев спустя Коубек неплохо проводит соревнование высшей категории в Гамбурге, где переиграв двух игроков Top20 также пробивается в четвертьфинальную стадию. В конце года австриец проводит очередную неудачную серию, в ходе которой девять турниров подряд заканчиваются для него уже в первом матче; этот период заканчивается для него в Дохе, где он выигрывает десять сетов подряд и завоёвывает свой третий и последний титул в основном туре ассоциации. Ярко блеснув, австриец вновь уходит в тень, лишь изредка отмечаясь победами над игроками Top20; его же собственный рейтинг всё больше сползает к границе первой и второй сотен.
Всю свою карьеру делая упор на одиночные состязания, австриец тем не менее не забывал периодически играть и парные турниры. В 2003 году он впервые попробовал себя в этом разряде на турнирах Большого шлема, а год спустя дебютировал и в финалах соревнований регулярного тура: в Дохе вместе с Энди Роддиком он уступил титул Мартину Дамму и Цирилу Суку.
В сентябре 2004 года Коубек, всегда с радостью игравший за национальную команду в официальных турнирах, проводит один из многих своих удачных матчей в Кубке Дэвиса: австрийцы дома переигрывают команду Великобритании, а Штефан приносит своей команде два очка в одиночных матчах, переиграв в том числе и лидера гостей — тогдашнюю четвёртую ракетку мира Тима Хенмена. Размеренное течение карьеры прервалось в декабре того же года, когда ITF отстранила австрийца от игр на несколько месяцев за некорректное лечение травмы кисти. эта пауза в карьере в какой-то момент поспособствовала его вылету во вторую сотню рейтинга, но Штефан достаточно быстро смог вернуться на привычные позиции во второй полусотне классификации. Одним из слагаемых того возвращения стал первый за три года финал на соревнованиях основного тура ассоциации: в феврале 2006 года в Загребе он из квалификации добрался до титульного матча, уступив лишь Ивану Любичичу. Позже в этом сезоне был выигран и единственный титул на парных состязаниях основного тура: в Кицбюэле, вместе с немцем Филиппом Кольшрайбером он переигрывает в полуфинале соотечественников Юлиана Ноула и Юргена Мельцера, а в финале — своего обидчика по катарскому призу Цирила Сука.
В 2008 году карьера австрийцы взяла очередную паузу: боли в спине заставили его сделать операцию и пропустить шесть месяцев. Быстро восстановить прежние позиции не удаётся, но помощь в виде защищённого рейтинга позволяет ему за несколько месяцев подняться в начало второй сотни. В 2010 году Коубек предпринимает ещё несколько попыток вернуться в элитную сотню, дважды проходит квалификацию на турнирах Большого шлема (в Австралии ему затем удаётся выиграть и пару матчей в основной сетке), но на былые позиции так и не возвращается. Промучавшись некоторое время на «челленджерах», к апрелю 2011 года австриец принимает решение о завершении игровой карьеры.

## Рейтинг на конец года
| Год  | Одиночный рейтинг | Парный рейтинг |
| 2011 | 647               |                |
| 2010 | 131               | 595            |
| 2009 | 135               | 1073           |
| 2008 | 192               | 640            |
| 2007 | 47                | 212            |
| 2006 | 80                | 180            |
| 2005 | 182               | 470            |
| 2004 | 60                | 202            |
| 2003 | 53                | 344            |
| 2002 | 54                | 373            |
| 2001 | 63                | 592            |
| 2000 | 54                | 1094           |
| 1999 | 46                | 385            |
| 1998 | 93                |                |
| 1997 | 125               |                |
| 1996 | 311               |                |
| 1995 | 548               |                |

## Выступления на турнирах

### Финалы турнировATPв одиночном разряде (6)

#### Победы (3)
| Титулы                        |
| ----------------------------- |
| Турниры Большого Шлема (0)    |
| Кубок Мастерс (0)             |
| ATP Masters (0)               |
| ATP International Gold (0+1*) |
| ATP International (3)         |

| Титулы по покрытиям | Титулы по месту проведения матчей турнира |
| ------------------- | ----------------------------------------- |
| Хард (2*)           | Зал (0)                                   |
| Грунт (1+1)         | Зал (0)                                   |
| Трава (0)           | Открытый воздух (3+1)                     |
| Ковёр (0)           | Открытый воздух (3+1)                     |

* количество побед в одиночном разряде + количество побед в парном разряде.
| №  | Дата          | Турнир          | Покрытие | Соперник в финале | Счёт        |
| 1. | 26 мая 1999   | Атланта, США    | Грунт    | Себастьян Грожан  | 6-1 6-2     |
| 2. | 5 марта 2000  | Делрей-Бич, США | Хард     | Алекс Калатрава   | 6-1 4-6 6-4 |
| 3. | 5 января 2003 | Доха, Катар     | Хард     | Ян-Майкл Гэмбилл  | 6-4 6-4     |

#### Поражения (3)
| №  | Дата             | Турнир                  | Покрытие | Соперник в финале | Счёт           |
| 1. | 19 сентября 1999 | Борнмут, Великобритания | Грунт    | Адриан Войня      | 6-1 5-7 6-7(2) |
| 2. | 5 февраля 2006   | Загреб, Хорватия        | Ковёр(i) | Иван Любичич      | 3-6 4-6        |
| 3. | 7 января 2007    | Ченнаи, Индия           | Хард     | Ксавье Малисс     | 1-6 3-6        |

### Финалы турнировATPв парном разряде (2)

#### Победы (1)
| №  | Дата         | Турнир            | Покрытие | Партнёр            | Соперники в финале     | Счёт    |
| 1. | 30 июля 2006 | Кицбюэль, Австрия | Грунт    | Филипп Кольшрайбер | Оливер Марах Цирил Сук | 6-2 6-3 |

#### Поражения (1)
| №  | Дата           | Турнир      | Покрытие | Партнёр     | Соперники в финале    | Счёт    |
| 1. | 11 января 2004 | Доха, Катар | Хард     | Энди Роддик | Мартин Дамм Цирил Сук | 2-6 4-6 |

## История выступлений на турнирах
| Турнир                       | 1997  | 1999  | 2000  | 2001  | 2002  | 2003  | 2004  | 2005  | 2006  | 2007  | 2008  | 2009  | 2010  | 2011  | Итог   | В/П за карьеру |
| ---------------------------- | ----- | ----- | ----- | ----- | ----- | ----- | ----- | ----- | ----- | ----- | ----- | ----- | ----- | ----- | ------ | -------------- |
| Турниры Большого Шлема       |       |       |       |       |       |       |       |       |       |       |       |       |       |       |        |                |
| Открытый чемпионат Австралии | -     | 1Р    | 3Р    | 2Р    | 1/4   | 1Р    | 1Р    | -     | К     | 1Р    | 3Р    | 2Р    | 3Р    | К     | 0 / 12 | 17-12          |
| Открытый чемпионат Франции   | К     | 4Р    | 2Р    | 1Р    | 1Р    | 2Р    | 3Р    | 1Р    | К     | 2Р    | -     | 1Р    | К     | -     | 0 / 12 | 10-12          |
| Уимблдон                     | -     | 1Р    | 2Р    | 1Р    | 2Р    | 2Р    | 2Р    | 1Р    | -     | 1Р    | -     | 2Р    | 1Р    | -     | 0 / 10 | 7-10           |
| Открытый чемпионат США       | -     | 1Р    | 2Р    | 1Р    | 1Р    | 2Р    | 3Р    | 1Р    | 1Р    | 3Р    | -     | К     | К     | -     | 0 / 11 | 12-11          |
| Итог                         | 0 / 1 | 0 / 4 | 0 / 4 | 0 / 4 | 0 / 4 | 0 / 4 | 0 / 4 | 0 / 3 | 0 / 3 | 0 / 4 | 0 / 1 | 0 / 4 | 0 / 4 | 0 / 1 | 0 / 45 |                |
| В/П в сезоне                 | 1-1   | 3-4   | 5-4   | 1-4   | 5-4   | 3-4   | 5-4   | 0-3   | 5-3   | 3-4   | 2-1   | 4-4   | 8-5   | 1-1   |        | 46-46          |

К — поражение в отборочном турнире.